# 韋斯切爾門峰
71°42′S 26°18′E / 71.700°S 26.300°E
韋斯切爾門峰，是南極洲的山峰，位於毛德皇后地的朗希爾德公主海岸，處於奧斯塔馬倫峰以西13公里，海拔高度1,810米，根據挪威探險隊拍攝的空中照片繪入地圖，現時由南極條約體系管理。

## 外部連結
- 本条目引用的公有领域材料来自美国地质调查局的文档 《韋斯切爾門峰》 （資料來自地名信息系统）。